# هجوم القنيطرة (يونيو 2015)
شنت المعارضة السورية المسلحة هجوم القنيطرة خلال الحرب الأهلية السورية للسيطرة على المواقع الباقية التي مازالت الحكومة تسيطر عليها في محافظة القنيطرة وهي: بلدة حضر، مدينة البعث، خان أرنبة، وتل كروم الإستراتيجية. إلا أن الهدف الأساسي هو فك الطوق عن بلدتي جباتا الخشب وبيت جن التي تعد ممراً عند سفح جبل الشيخ إلى لبنان عند بلدة شبعا. وهو ما يستدعي السيطرة على التلول الحمر الواقعة بين حضر وبيت جن، بالإضافة إلى تل إضافي شرقي جباتا الخشب، وهو ما يعني وصل ريف درعا بالجولان إلى جبل الشيخ وجنوباً إلى الأردن. وجاء ضمن البيان الأول لجيش الحرمون الموجه إلى أهالي القرى الدرزية المجاورة، محذراً إياهم مما اسماه «الزج بأبنائهم في هذه المعركة»، أو الوقوف في طريق مقاتلي الفصيل المسلح، مطالباً بتحييد القرى وأبنائهم عن الصراع و «إلا فإن حكمهم كحكم النظام».